# 卡羅琳·奧古斯塔 (巴伐利亞)
卡羅琳·奧古斯塔（德語：Karoline Auguste，1792年2月8日—1873年2月9日）是奥地利皇后和巴伐利亞公主。她是奧地利皇帝弗朗茨二世的第四任妻子。
卡羅琳·奧古斯塔是巴伐利亚国王馬克西米利安一世和第一任妻子所生的女兒。1808年，符腾堡王国的王储威廉为了避免和拿破仑一世的人選進行政治聯姻以和卡羅琳·奧古斯塔结婚。两人的婚姻是权宜婚姻，并没有夫妻之实。教宗庇護七世后来允许他们婚姻的取消。
1816年，她和比她年长二十四岁的奥地利皇帝弗朗茨二世结婚。在此之前，弗朗茨二世已经有过三次婚姻和十三名子女。两人虽然没有孩子，但婚姻生活和谐。另外，她也和奥地利皇室成員相处和谐：她同父异母妹妹苏菲在1824年嫁给她的继子弗兰茨·卡尔大公；侄女伊丽莎白也在1854年成为苏菲的媳婦。